# Castillo Sohail
El castillo Sohail se encuentra sobre una pequeña colina. La fortaleza se eleva 38 metros sobre el nivel del mar y está situado en el margen derecho de la desembocadura del río Fuengirola, en el término municipal de Fuengirola, provincia de Málaga, España.

## Descripción y características

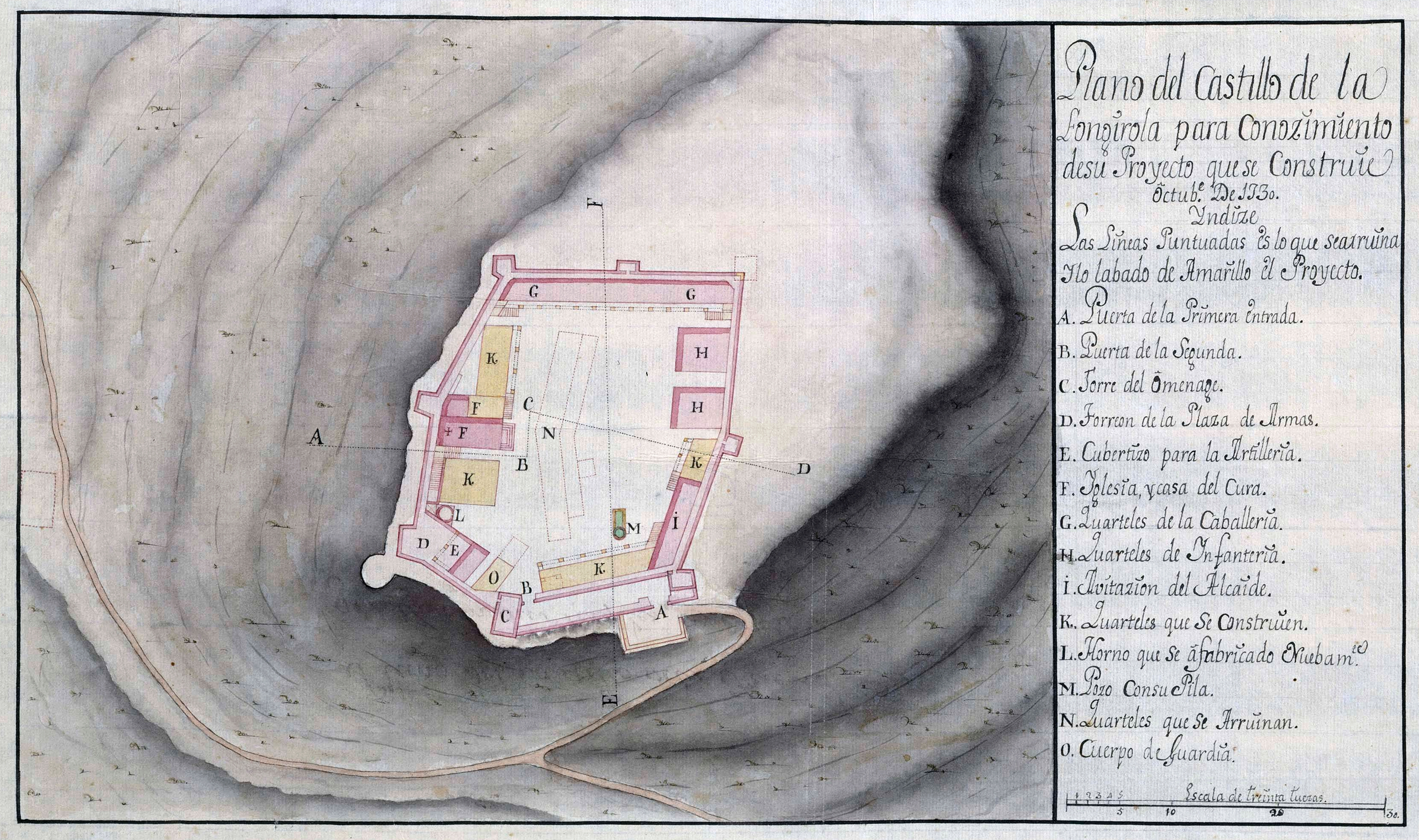
Plano del castillo de Fuengirola en 1730.
Leyenda:
Plano del Castillo de la Fongirola para Conocimiento de su Proyecto que se Construye. / octubre de 1730. / Índice. / Las líneas puntuadas es lo que se arruina y lo lavado de amarillo el Proyecto.
A. Puerta de la Primera entrada.
B. Puerta de la Segunda.
C. Torre del Homenaje.
D. Torreón de la Plaza de Armas.
E. Cubertizo para la artillería.
F. Iglesia, y casa del cura.
G. Cuarteles de Caballería.
H. Cuarteles de Infantería
I. Habitación del Alcaide.
K. Cuarteles que se construyen.
L. Horno que se ha fabricado nuevamente.
M. Pozo con su pila.
N. Cuarteles que se arruinan.
O. Cuerpo de Guardia.

En el año 956, sobre las ruinas de una población de época romana, la antigua Suel de la que tomó el nombre, el califa cordobés Abderramán III, mandó construir una pequeña ciudadela, sirviendo como viviendas, probablemente en torno a una atalaya, con el fin de fortalecer las defensas costeras.
En el siglo XII, los almorávides levantan un recinto defensivo (castillo sohail) de planta irregular, con ocho lienzos de muralla, reforzados por torres, dando lugar a una alcazaba. El recinto está construido en planta octogonal, con acceso principal a la fortificación orientado al Noroeste, para adentrarse en rampa con barbacana y adarve, dando paso a su vez al interior del recinto a través de una puerta torre que realza por su arco de herradura y su estructura de elementos defensivos, siendo la de mayor tamaño y altura. Su perímetro está compuesto por muros anchos culminados con adarbe, unidos por varias atalayas o torres de flanqueo, situadas en los ángulos, la torre más alta se sitúa al norte (originaria entrada) y otra torre con orientación oeste que destaca por sus almenas, ambas son cubiertas, accediéndose a la parte superior a través de una angosta escalera espiral.

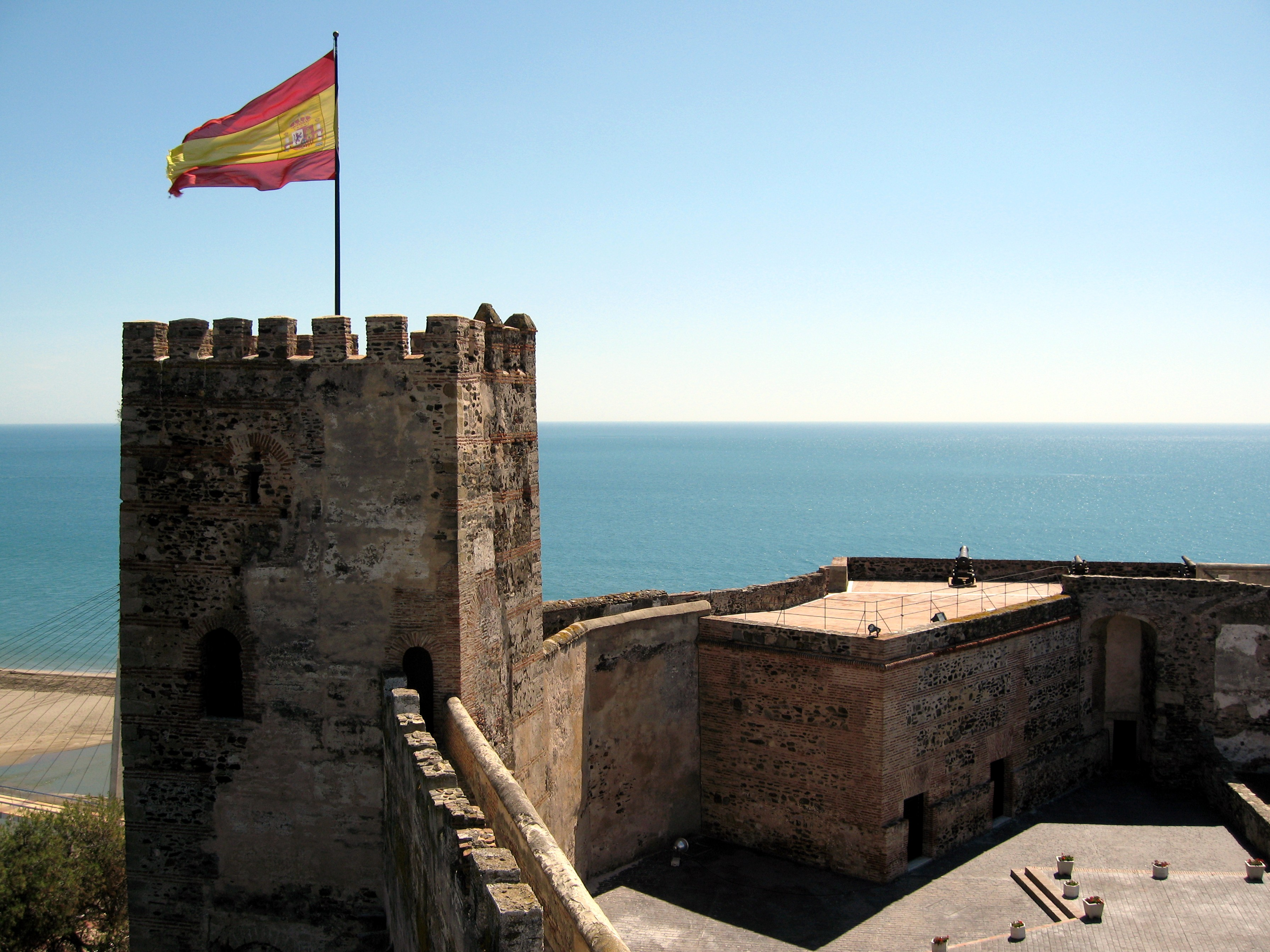

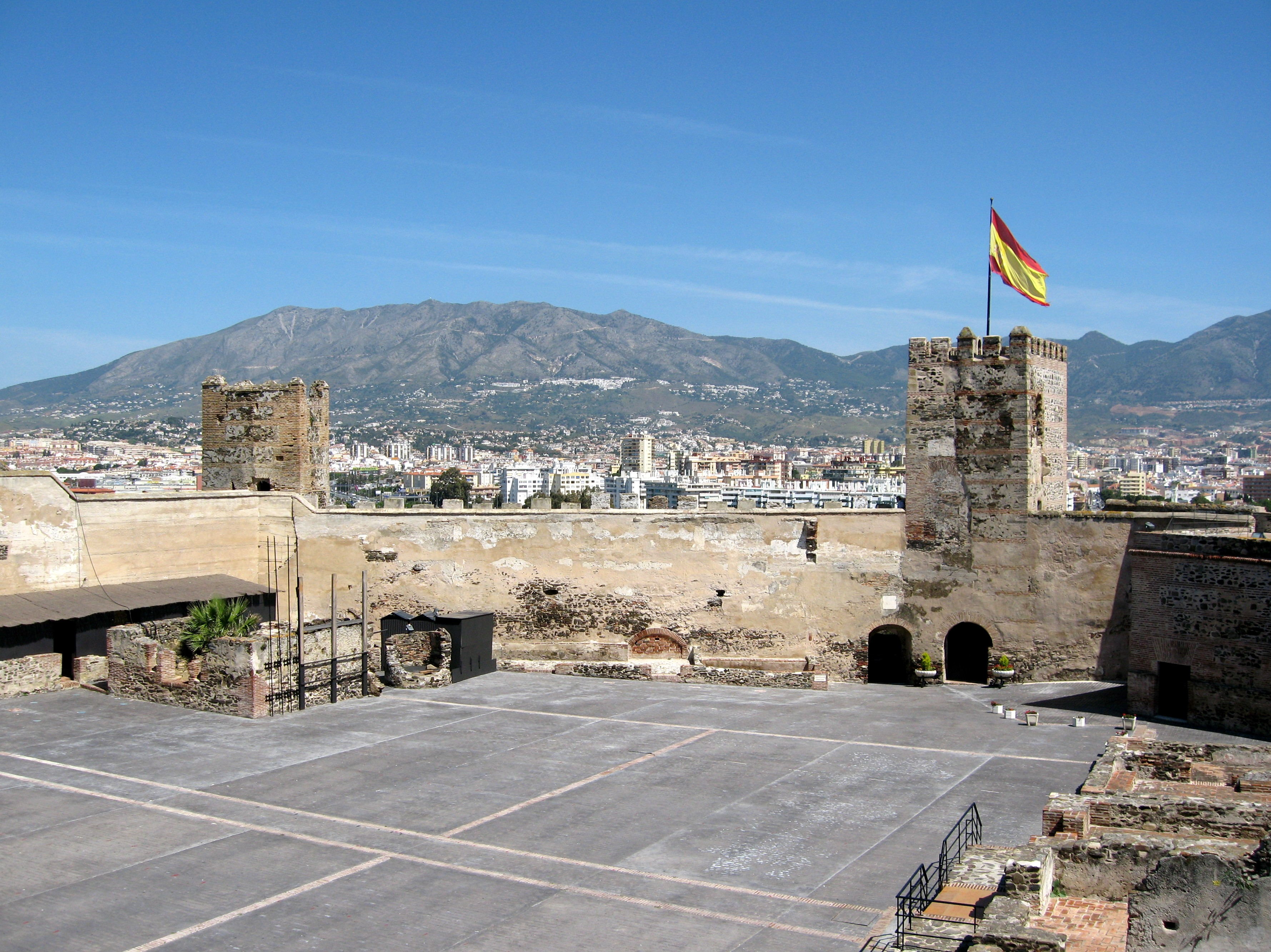

Esta fortaleza se levantó en piedra, aunque con diversos sistemas constructivos, debido a la multitud de moradores que ocuparon sus estancias. Se utilizó la mampostería con hiladas de ladrillo, material muy usado por los [romanos], también se utilizó el tapial y la sillería para reforzar algunas partes de la edificación.
Hoy día la colina donde se alza el castillo se encuentra aislada por el paso de la autovía A-7, antaño unida a la colina que se sitúa enfrente, mediante una vaguada, lugar por donde transcurría el "camino de Marbella", por lo tanto paso obligado si se pretendía acceder en uno u otro sentido.
El acceso exterior originario discurría paralelo a la A-7, desde la actual puerta principal hacia la estación de servicio de nombre "El Castillo", descendiendo por donde antes existía colina hasta enlazar con parte del trazado de la actual A-7. Actualmente posee otra entrada de servicio de reciente apertura con orientación suroeste, en el muro de aspilleras.
Enlace a reconstrucción en 3D (enlace roto disponible en Internet Archive; véase el historial, la primera versión y la última)., según planos de 1785 (visible con Google Earth)

## Historia

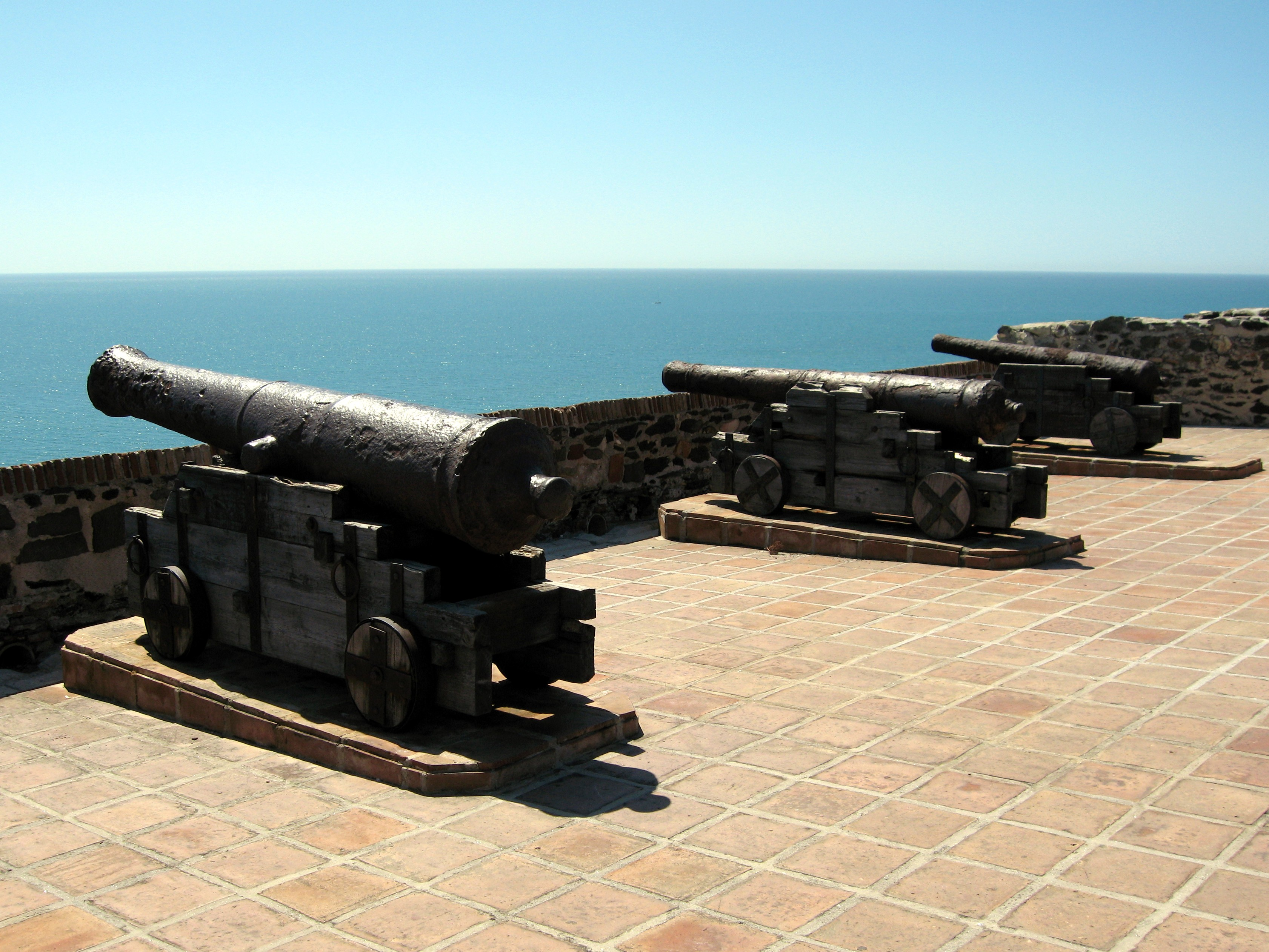

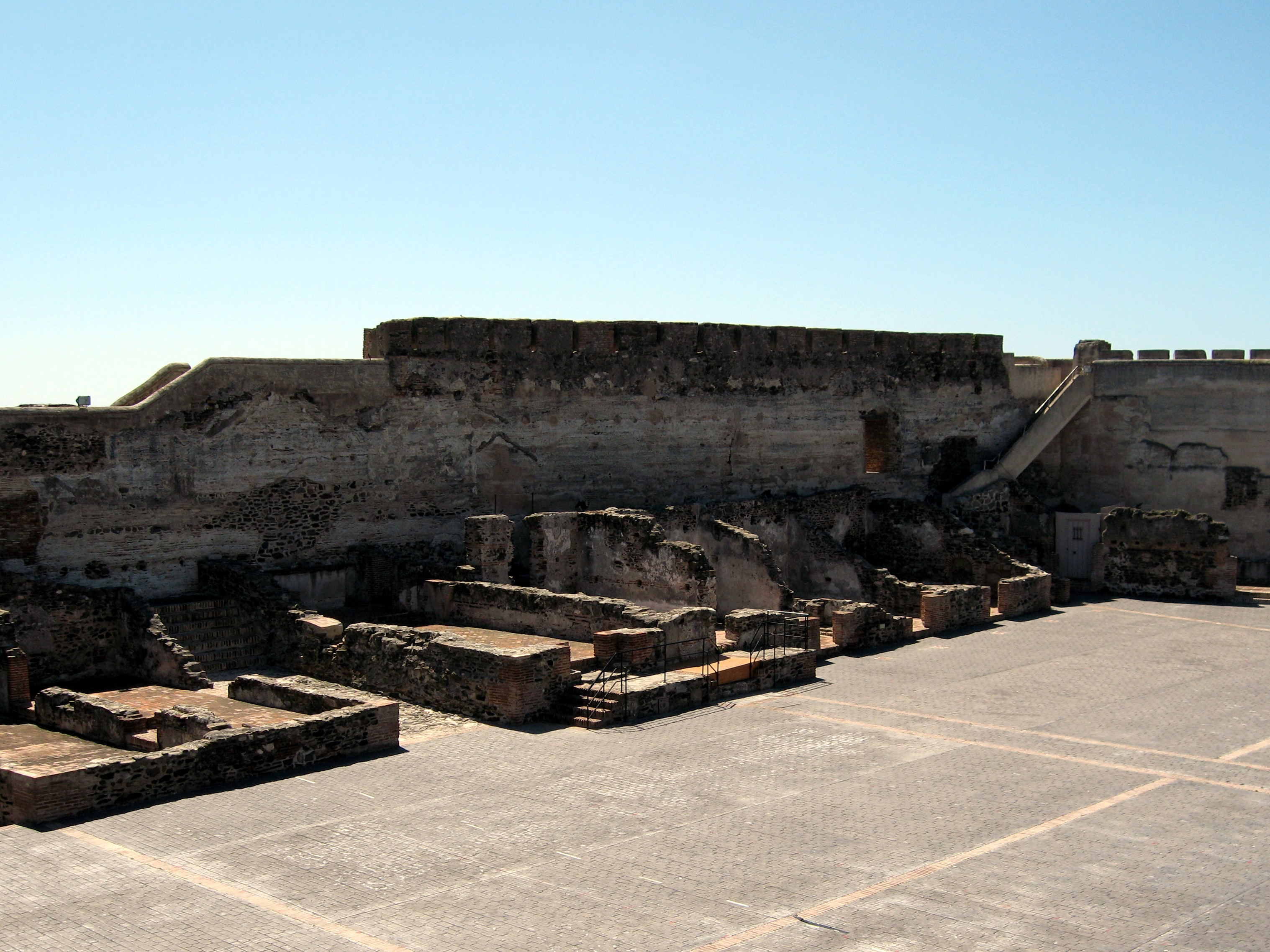

Las condiciones geográficas y estratégicas del cerro sobre el que se asienta el Castillo Sohail permitieron desde época antigua su continuo poblamiento por fenicios, púnicos, romanos, musulmanes y cristianos, prueba de ello son los restos de construcciones de piletas para garum, muy utilizadas por los romanos, que se conservan al pie de la colina junto al paseo marítimo; pero la construcción que hoy podemos ver es la adaptación de alcazaba a castillo que data de los primeros tiempos, y fue levantada sobre el asentamiento primero púnico-fenicio y luego romano, de lo que fue la Suel o Suelitania, con estatus de Municipio Romano. Hay que tener en cuenta que ya en época romana el río Fuengirola era navegable, para embarcaciones de poco calado, hasta los diseminados del chaparral.
La mayor parte de lo que hoy puede contemplarse son las reconstrucciones que el castillo ha sufrido a lo largo de su historia, en su transformación de alcazaba a castillo y aunque carece de Torre del Homenaje, es evidente su origen Almorávide.
El 7 de agosto de 1485, día de San Cayetano fue conquistado por los cristianos en plena Reconquista prácticamente fue destruido en la batalla, siendo luego reconstruido e iniciándose una serie de cambios adaptados a su arquitectura que no han dejado de producirse en función de la utilidad que le daban sus ocupantes a lo largo de su historia.
Su ubicación lo hace pieza clave en la red de vigilancia del litoral, además controla la desembocadura del río y la vía de comunicación terrestre entre Málaga y Marbella. Esta circunstancia lo convierte en refugio ocasional de viajeros entre los que cabría citar a nuestros viajeros pues los Benimerines (1244-1465) o Wattasíes (Sultanato de Fez [1472-1549]) decidieron destruir al- Andalus
En el siglo XVI la torre principal deja de ser el acceso al recinto, procediéndose a la apertura de una nueva entrada, asimismo destaca la eliminación de la torre situada al este por la construcción de una batería para el emplazamiento de cañones, rematándose con matacán orientado al mar.
El 8 de febrero de 1810, durante la Guerra de Independencia, el ejército francés con Napoleón al mando, se apodera del castillo. Ocho meses más tarde, el 15 de octubre, el general inglés Sir Andrew Thomas Blayney, XI Barón de Blayney, desembarcó en las playas de Fuengirola con un ejército combinado hispano-británico de 2500 soldados. Durante los días de asedio y en los que transcurrió la batalla de Fuengirola, fue capturado Lord Blayney. Una vez derrotados, los sitiados recibieron la ayuda de 3.000 franceses al mando del general Sebastiani.
El 16 de abril de 1812, el General Ballesteros toma Fuengirola y se apodera del Castillo, volviendo así a manos de los españoles. Al tiempo de evacuar el castillo, las tropas francesas hicieron explosionar la torre suroeste y partes de los muros anexos, que no se volvieron a reconstruir, aunque sí se construyó el actual muro de aspilleras cerrando así el perímetro abierto en el recinto.
El Castillo Sohail pasó a manos privadas por medio de una subasta, durante los siglos XIX y XX en diferentes momentos albergó destacamentos de Caballería del Ejército español, Fuerzas del Cuerpo de Carabineros y de la Guardia Civil. También, durante el período de Posguerra española, el Castillo Sohail y sus alrededores fueron residencia de enfermos que habían contraído tuberculosis.

## Estado de conservación
Algunas de las piezas de artillería, que abandonaron los diferentes ocupantes que tuvo el Castillo, fueron encontradas en 1914, y durante muchos años pudieron contemplarse expuestas a lo largo del paseo marítimo, aunque en la actualidad se conservan en el interior del castillo.
En el año 1969, su último dueño, Leopoldo Werne de Bolin, se enfrentó a las labores de restauración del edificio. En 1989, una vez incorporado al Patrimonio Municipal, se pone en marcha un proyecto global de consolidación y de rehabilitación.
Desde el año 1990 al 1997 la Escuela-Taller Castillo Sohail, encargada de la ejecución de las obras, realizó trabajos cara a la recuperación de este recinto. En este mismo año, el recinto interior y los accesos fueron acondicionados para que el Castillo sirviera como auditorio. Desde entonces se viene celebrando anualmente el Festival Ciudad de Fuengirola.
Desde el año 2000 se celebran también en este auditorio "Las Noches del Castillo".

## Lugares de interés cultural relacionados
Para conocer más sobre los entresijos de la historia que acontecieron en el Castillo Sohail así como la evolución a través de los siglos de la ciudad de Fuengirola es lugar de obligada referencia el museo de historia de la ciudad.
Este museo de historia de la ciudad está dividido en cinco espacios expositivos. En la primera sala se sitúa al visitante en los orígenes urbanos de la ciudad y su entorno. Al pasar a la segunda y tercera se inicia el recorrido histórico con la información sobre el mundo fenicio y la exposición de algunos restos cerámicos, y una profusa información y exposición sobre la Fuengirola romana, las Villas, las termas, la pesca, el comercio, etc. Para después trasladarnos al mundo árabe, con un vídeo sobre la evolución arquitectónica del castillo de Sohail, monumento principal de nuestra ciudad, catalogado como monumento nacional, inserto en el yacimiento romano de Suel, considerado bien de interés cultural. Las cuarta y quinta salas se dedican al mundo de la pesca tradicional, base económica fundamental junto a la agricultura durante los últimos siglos, para completarse el recorrido con la exposición de enseres de distintos oficios tradicionales y artesanales de nuestra villa.
Venus de Fuengirola: Aparece de manera fortuita en unos trabajos agrícolas en la Finca del Secretario. Se trata de una escultura romana de aproximadamente 144 cm de altura, realizada en mármol blanco, de calidad media, posiblemente de las canteras de Mijas. La escultura, copia de un prototipo griego, puede datarse en el s. II d. C. y pudo ser realizada por un taller local y serviría como ornamento de la citada villa.